# Weltmeisterschaften im Modernen Fünfkampf 1958
1958 fanden die Weltmeisterschaften im Modernen Fünfkampf in Aldershot im Vereinigten Königreich statt.

## Herren

### Einzel
| Platz | Land        | Sportler           |
| ----- | ----------- | ------------------ |
| 1     | Sowjetunion | Igor Nowikow       |
| 2     | Finnland    | Kurt Lindeman      |
| 3     | Sowjetunion | Alexander Tarassow |

### Mannschaft
| Platz | Land        | Sportler                                          |
| ----- | ----------- | ------------------------------------------------- |
| 1     | Sowjetunion | Igor Nowikow Alexander Tarassow Nikolai Tatarinow |
| 2     | Ungarn      | András Balczó Aladár Kovácsi Imre Nagy            |
| 3     | Finnland    | Väinö Korhonen Kurt Lindeman Eero Lohi            |

## Medaillenspiegel
| Platz | Land        | Goldmedaille | Silbermedaille | Bronzemedaille |
| 1     | Sowjetunion | 2            | –              | 1              |
| 2     | Finnland    | –            | 1              | 1              |
| 3     | Ungarn      | –            | 1              | –              |